# THE IDOLM@STER SideM 49 ELEMENTS
『THE IDOLM@STER SideM 49 ELEMENTS』（アイドルマスター サイドエム フォーティナインエレメンツ）は、2022年7月20日よりランティスからリリースされているキャラクターソングCDシリーズ。

## 概要
アイドルマスター SideMの各ユニット用新曲、および各メンバーのソロ新曲、各曲のカラオケバージョンを収録したアルバムCDシリーズ。
ソロ新曲を収録したCDは『THE IDOLM@STER SideM ORIGIN@L PIECES』以来で、ユニット用新曲とソロ新曲が同時に収録されるのは今シリーズが初となる。
『THE IDOLM@STER SideM GROWING SIGN@L』シリーズと平行でリリースされるため、ユニットによってはこちらの方が先にリリースされる。
CD初収録の曲は太字で表記する。

## 01 High×Joker
2022年7月20日発売。
収録曲
1. キセキ的 STARRY-TUNE!!!!!
歌：High×Joker
作詞：新谷風太、作曲・編曲：光増ハジメ
2. HEAT BEAT “Identity”
歌：秋山隼人（千葉翔也）
作詞：新谷風太、作曲・編曲：フワリ
3. SCOREBOOK Memories
歌：冬美旬（永塚拓馬）
作詞：新谷風太　作曲・編曲：フワリ
4. ダイヤモンド・メゾフォルテ
歌：榊夏来（渡辺紘）
作詞：新谷風太　作曲・編曲：西川サスケ
5. Like a Rolling Donuts!!
歌：若里春名（白井悠介）
作詞：新谷風太　作曲・編曲：西川サスケ
6. ハイパービリーバー!!
歌：伊瀬谷四季（野上翔）
作詞：新谷風太　作曲・編曲：矢野達也
7. キセキ的 STARRY-TUNE!!!!!（Off Vocal）
8. HEAT BEAT “Identity”（Off Vocal）
9. SCOREBOOK Memories（Off Vocal）
10. ダイヤモンド・メゾフォルテ（Off Vocal）
11. Like a Rolling Donuts!!（Off Vocal）
12. ハイパービリーバー!!（Off Vocal）

## 02 C.FIRST
2022年7月20日発売。「C.FIRST」のメンバーによるソロ曲は初。
収録曲
1. Trust me now
歌：C.FIRST
作詞：Kanata Okajima・Hayato Yamamoto、作曲・編曲：伊藤和馬（Arte Refact）
2. GO NEXT
歌：天峰秀（伊瀬結陸）
作詞：Kanata Okajima・Hayato Yamamoto、作曲：Len、編曲：YASUHIRO（康寛）
3. Hundreds Color
歌：花園百々人（宮﨑雅也）
作詞：松井洋平、作曲：大熊淳生（Arte Refact）、編曲：河合泰志（Arte Refact）
4. KARMA
歌：眉見鋭心（大塚剛央）
作詞：Kanata Okajima・Hayato Yamamoto、作曲・編曲：Mr.LIVE
5. Trust me now（Off Vocal）
6. GO NEXT（Off Vocal）
7. Hundreds Color（Off Vocal）
8. KARMA（Off Vocal）

## 03 Beit
2022年9月21日発売。
収録曲
1. マイドラマティックヒロイン
歌：Beit
作詞：山崎寛子、作曲・編曲：永井正道
2. Posession Mind
歌：鷹城恭二（梅原裕一郎）
作詞：真崎エリカ、作曲・編曲：遠藤直弥
3. KEY to the DREAM
歌：ピエール（堀江瞬）
作詞：真崎エリカ、作曲・編曲：Hanazabu
4. カラフル・シンメトリー
歌：渡辺みのり（高塚智人）
作詞：山崎寛子、作曲・編曲：鶴﨑輝一
5. マイドラマティックヒロイン（Off Vocal）
6. Posession Mind（Off Vocal）
7. KEY to the DREAM（Off Vocal）
8. カラフル・シンメトリー（Off Vocal）

## 04 W
2022年9月21日発売。
収録曲
1. Growin'Groovin'
歌：W
作詞：結城アイラ、作曲・編曲：鈴木航海
2. HOT INSPIRATION〜世界のテッペンYeah!〜
歌：蒼井悠介（菊池勇成）
作詞：マイクスギヤマ、作曲・編曲：山口朗彦
3. COOL SENSATION〜絶対Need!〜
歌：蒼井享介（山谷祥生）
作詞：マイクスギヤマ、作曲：Mr.LIVE、編曲：山口朗彦
4. Growin'Groovin'（Off Vocal）
5. HOT INSPIRATION〜世界のテッペンYeah!〜（Off Vocal）
6. COOL SENSATION〜絶対Need!〜（Off Vocal）

## 05 Jupiter
2022年11月23日発売。
収録曲
1. SPACY PARADISE
歌：Jupiter
作詞：マイクスギヤマ、作曲：大西克巳、編曲：渡辺徹
2. Tomorrow Gazer
歌：天ヶ瀬冬馬（寺島拓篤）
作詞：真崎エリカ、作曲：丸山真由子、編曲：清水武仁
3. GREETING CHARM
歌：御手洗翔太（松岡禎丞）
作詞：真崎エリカ、作曲：渡辺徹、編曲：日比野裕史
4. 素敵にCon grazia!
歌：伊集院北斗（神原大地）
作詞：マイクスギヤマ、作曲・編曲：光増ハジメ
5. SPACY PARADISE（Off Vocal）
6. Tomorrow Gazer（Off Vocal）
7. GREETING CHARM（Off Vocal）
8. 素敵にCon grazia!（Off Vocal）

## 06 THE 虎牙道
2022年11月23日発売。
収録曲
1. Reflection BREAKERS
歌：THE 虎牙道
作詞：新谷風太、作曲・編曲：ミディ
2. Resolution
歌：大河タケル（寺島惇太）
作詞：結城アイラ、作曲・編曲：光増ハジメ
3. Determined Soul
歌：円城寺道流（濱野大輝）
作詞：新谷風太、作曲・編曲：志村真白
4. From Genius
歌：牙崎漣（小松昌平）
作詞：結城アイラ、作曲・編曲：伊藤和馬（Arte Refact）
5. Reflection BREAKERS（Off Vocal）
6. Resolution（Off Vocal）
7. Determined Soul（Off Vocal）
8. From Genius（Off Vocal）

## 07 Altessimo
2023年1月25日発売。
収録曲
1. The Symphonic Daylight
歌：Altessimo
作詞：マイクスギヤマ、作曲・編曲：小高光太郎・矢野達也・UiNA
2. Resonate Blessing
歌：都築圭（土岐隼一）
作詞：真崎エリカ、作曲・編曲：矢野達也
3. オーロラ・モーメント
歌：神楽麗（永野由祐）
作詞：真崎エリカ、作曲・編曲：加藤冴人
4. The Symphonic Daylight（Off Vocal）
5. Resonate Blessing（Off Vocal）
6. オーロラ・モーメント（Off Vocal）

## 08 Café Parade
2023年1月25日発売。
収録曲
1. Smiling Platter!
歌：Café Parade
作詞：松井洋平、作曲・編曲：三好啓太
2. Journey JOY Blend
歌：神谷幸広（狩野翔）
作詞：山崎寛子、作曲・編曲：椿山日南子（Dream Monster）
3. Sweet Diamant
歌：東雲荘一郎（天﨑滉平）
作詞：山崎寛子、作曲・編曲：本澤尚之・田尻知之（note native）
4. 暗黒への前奏曲(プレリュード)
歌：アスラン＝ベルゼビュートII世（古川慎）
作詞：山崎寛子、作曲：濱田幹浩、編曲：河合英嗣
5. GIVE ME × FUSION
歌：卯月巻緒（児玉卓也）
作詞：山崎寛子、作曲・編曲：陶山隼
6. Make up↑ Magic
歌：水嶋咲（小林大紀）
作詞：松井洋平、作曲：本澤尚之・田尻知之（note native）、編曲：本多友紀（Arte Refact）
7. Smiling Platter!（Off Vocal）
8. Journey JOY Blend（Off Vocal）
9. Sweet Diamant（Off Vocal）
10. 暗黒への前奏曲（Off Vocal）
11. GIVE ME × FUSION（Off Vocal）
12. Make up↑ Magic（Off Vocal）

## 09 FRAME
2023年3月29日発売。
収録曲
1. ONE to DREAM!
歌：FRAME
作詞：山崎寛子、作曲：本多友紀（Arte Refact）、編曲：脇眞富（Arte Refact）
2. アトモスフィア
歌：握野英雄（熊谷健太郎）
作詞：真崎エリカ、作曲：前迫潤哉・サイトウリョースケ・春川仁志、編曲：サイトウリョースケ
3. SPARKLE SIGN
歌：木村龍（濱健人）
作詞：山崎寛子、作曲・編曲：廣中トキワ
4. Tick Tack Voice
歌：信玄誠司（増元拓也）
作詞：山崎寛子、作曲：本多友紀（Arte Refact）、編曲：脇眞富（Arte Refact）
5. ONE to DREAM! (Off Vocal)
6. アトモスフィア (Off Vocal)
7. SPARKLE SIGN (Off Vocal)
8. Tick Tack Voice (Off Vocal)

## 10 F-LAGS
2023年3月29日発売。
収録曲
1. Tricolor rendezvous
歌：F-LAGS
作詞：マイクスギヤマ、作曲：前迫潤哉・Dr.Lilcom・春川仁志、編曲：Dr.Lilcom
2. Yell Song
歌：秋月涼（三瓶由布子）
作詞：結城アイラ、作曲・編曲：大西克巳（Blue Bird's Nest）
3. SASH OF SMILE
歌：兜大吾（浦尾岳大）
作詞：結城アイラ、作曲・編曲：石田秀登
4. 筆跡の彼方
歌：九十九一希（比留間俊哉）
作詞：マイクスギヤマ、作曲：増田武史、編曲：佐藤厚仁（Dream Monster）
5. Tricolor rendezvous (Off Vocal)
6. Yell Song (Off Vocal)
7. SASH OF SMILE (Off Vocal)
8. 筆跡の彼方 (Off Vocal)

## 11 Legenders
2023年5月31日発売。
収録曲
1. Eclipse of the Heart
歌：Legenders
作詞：松井洋平、作曲・編曲：原田篤（Arte Refact）
2. Radiance of Heart
歌：葛之葉雨彦（笠間淳）
作詞：松井洋平、作曲・編曲：原田篤（Arte Refact）
3. you're
歌：北村想楽（汐谷文康）
作詞：山崎寛子、作曲・編曲：本田光史郎
4. Sail→Light→Sail
歌：古論クリス（駒田航）
作詞：山崎寛子、作曲・編曲：福田陽司
5. Eclipse of the Heart (Off Vocal)
6. Radiance of Heart (Off Vocal)
7. You're (Off Vocal)
8. Sail→Light→Sail (Off Vocal)

## 12 神速一魂
2023年5月31日発売。
収録曲
1. CALLING
歌：神速一魂
作詞：結城アイラ、作曲・編曲：家原正樹
2. 熱情! Burning Voltage
歌：紅井朱雀（益山武明）
作詞：新谷風太、作曲・編曲：増田武史
3. Moon Shape/明鏡止水
歌：黒野玄武（深町寿成）
作詞：新谷風太、作曲・編曲：めんま
4. CALLING (Off Vocal)
5. 熱情! Burning Voltage (Off Vocal)
6. Moon Shape/明鏡止水 (Off Vocal)

## 13 もふもふえん
2023年7月26日発売。
収録曲
1. もふ・きゅ～と・デイズ☆
歌：もふもふえん
作詞：新谷風太、作曲・編曲：志村真白
2. トキメキ・ぷろろーぐ！
歌：岡村直央（矢野奨吾）
作詞：新谷風太、作曲・編曲：光増ハジメ
3. リトルマイシューズ
歌：橘志狼（古畑恵介）
作詞：真崎エリカ、作曲・編曲：本澤尚之、田尻知之（note native）
4. ぽっぷこーん・くろーぜっと！
歌：姫野かのん（村瀬歩）
作詞：真崎エリカ、作曲・編曲：アオワイファイ
5. もふ・きゅ～と・デイズ☆ (Off Vocal)
6. トキメキ・ぷろろーぐ！ (Off Vocal)
7. リトルマイシューズ (Off Vocal)
8. ぽっぷこーん・くろーぜっと！ (Off Vocal)

## 14 S.E.M
2023年7月26日発売。
1. BeSide EMotion
歌：S.E.M
作詞：Dr.Lilcom、作曲・編曲：Dr.Lilcom、SprightS
2. Quod Erat Demonstrandum
歌：硲道夫（伊東健人）
作詞：マイクスギヤマ、作曲：本多友紀（Arte Refact）、編曲：河合泰志（Arte Refact）
3. Life is Beautiful!
歌：舞田類（榎木淳弥）
作詞：マイクスギヤマ、作曲・編曲：矢鴇つかさ（Arte Refact）
4. Fireworks -Wanna Be A Star-
歌：山下次郎（中島ヨシキ）
作詞：松井洋平、作曲・編曲：大西克巳（Blue Bird's Nest）
5. BeSide EMotion (Off Vocal)
6. Quod Erat Demonstrandum (Off Vocal)
7. Life is Beautiful! (Off Vocal)
8. Fireworks -Wanna Be A Star- (Off Vocal)

## 15 彩
2023年9月27日発売。
1. 愛笑華！
歌：彩
作詞：松井洋平、作曲・編曲：草野将史
  - 読みは「あいしょうか」。

2. わんだふる哉、人生！
歌：猫柳キリオ（山下大輝）
作詞：松井洋平、作曲・編曲：Kata
3. 今宵、笑むように
歌：華村翔真（バレッタ裕）
作詞：新谷風太、作曲・編曲：加藤冴人
4. ゆきゆきて華やかに
歌：清澄九郎（中田祐矢）
作詞：新谷風太、作曲・編曲：草野将史
5. 愛笑華! (Off Vocal)
6. わんだふる哉、人生 (Off Vocal)
7. 今宵、笑むように (Off Vocal)
8. ゆきゆきて華やかに (Off Vocal)

## 16 DRAMATIC STARS
2023年9月27日発売。
1. S!T!A!R!ting
歌：DRAMATIC STARS
作詞：山崎寛子、作曲・編曲：アッシュ井上（Dream Monster）
2. Beginning Tomorrow
歌：天道輝（仲村宗悟）
作詞：松井洋平、作曲・編曲：光増ハジメ
3. My Starry Song
歌：桜庭薫（内田雄馬）
作詞：山崎寛子、作曲・編曲：JunPayer
4. スカイスケープノート
歌：柏木翼（八代拓）
作詞：山崎寛子、作曲：近藤秀次、編曲：小椋健司
5. S!T!A!R!ting (Off Vocal)
6. Beginning Tomorrow (Off Vocal)
7. My Starry Song (Off Vocal)
8. スカイスケープノート (Off Vocal)

### ユニットメンバー
1. 1 2 3  伊瀬谷四季（野上翔）、秋山隼人（千葉翔也）、若里春名（白井悠介）、冬美旬（永塚拓馬）、榊夏来（渡辺紘）
2. 1 2 3  天峰秀（伊瀬結陸）、花園百々人（宮﨑雅也）、眉見鋭心（大塚剛央）
3. 1 2 3  鷹城恭二（梅原裕一郎）、ピエール（堀江瞬）、渡辺みのり（高塚智人）
4. 1 2 3  蒼井享介（山谷祥生）、蒼井悠介（菊池勇成）
5. 1 2 3  天ヶ瀬冬馬（寺島拓篤）、御手洗翔太（松岡禎丞）、伊集院北斗（神原大地）
6. 1 2 3  大河タケル（寺島惇太）、円城寺道流（濱野大輝）、牙崎漣（小松昌平）
7. 1 2 3  都築圭（土岐隼一）、神楽麗（永野由祐）
8. 1 2 3  神谷幸広（狩野翔）、東雲荘一郎（天﨑滉平）、アスラン＝ベルゼビュートII世（古川慎）、卯月巻緒（児玉卓也）、水嶋咲（小林大紀）
9. 1 2 3  握野英雄（熊谷健太郎）、木村龍（濱健人）、信玄誠司（増元拓也）
10. 1 2 3  秋月涼（三瓶由布子）、兜大吾（浦尾岳大）、九十九一希（比留間俊哉）
11. 1 2 3  葛之葉雨彦（笠間淳）、北村想楽（汐谷文康）、古論クリス（駒田航）
12. 1 2 3  紅井朱雀（益山武明）、黒野玄武（深町寿成）
13. 1 2 3  岡村直央（矢野奨吾）、橘志狼（古畑恵介）、姫野かのん（村瀬歩）
14. 1 2 3  硲道夫（伊東健人）、舞田類（榎木淳弥）、山下次郎（中島ヨシキ）
15. 1 2 3  猫柳キリオ（山下大輝）、華村翔真（バレッタ裕）、清澄九郎（中田祐矢）
16. 1 2 3  天道輝（仲村宗悟）、桜庭薫（内田雄馬）、柏木翼（八代拓）